# Killer Joe
Pour plus de détails, voir Fiche technique et Distribution.
Killer Joe est un film américain réalisé par William Friedkin et sorti en 2011. Mêlant comédie noire et thriller, le long métrage est une adaptation de la pièce du même nom de Tracy Letts.
Il met en scène plusieurs personnes d'une famille tentant de tuer la mère, afin de récupérer l'argent de sa police d'assurance-vie. Ils font appel à un policier tueur à gages, surnommé Killer Joe. S'il reçoit globalement de bonnes critiques dans la presse, le film est un échec au box-office.

## Synopsis
Près de Dallas au Texas, Chris Smith — délinquant à la petite semaine — doit rembourser 6 000 dollars dans les plus brefs délais. Pour s'acquitter de ses créances, il met au point, avec l'aide de son père Ansel et de sa belle-mère Sharla, un plan complètement glauque et tordu : engager un tueur professionnel afin de liquider sa propre mère et ainsi empocher l'assurance-vie par l'intermédiaire de sa petite sœur Dottie, seule héritière désignée. Pour exécuter le contrat, Chris contacte alors un inspecteur de police qui se trouve être tueur à gages à ses heures perdues, “Killer Joe”.
Pour le jeune homme et les siens, c'est le début d'une infernale machination de violences, car rien ne se passera comme prévu.

## Fiche technique
Sauf indication contraire, les informations mentionnées dans cette section peuvent être confirmées par la base de données cinématographiques IMDb,  présente dans la section « Liens externes ».
- Titre original et français : Killer Joe
- Réalisation : William Friedkin
- Scénario : Tracy Letts, d'après sa pièce du même nom
- Musique : Tyler Bates
- Direction artistique : Franco-Giacomo Carbone (en)
- Costumes : Peggy A. Schnitzer
- Photographie : Caleb Deschanel
- Montage : Darrin Navarro
- Production : Nicolas Chartier et Scott Einbinder
- Sociétés de production : Voltage Pictures (en), Worldview Entertainment et ANA Media
- Sociétés de distribution : LD Distribution (États-Unis), Pyramide Distribution (France)
- Budget : 10 000 000 USD[1]
- Pays de production :  États-Unis
- Langue originale : anglais
- Format : couleur - 35 mm - 1,85:1 - son Dolby numérique
- Genre : thriller, comédie noire, southern Gothic[2]
- Durée : 103 minutes
- Dates de sortie[3] :
  - Italie : 8 septembre 2011 (Mostra de Venise 2011)
  - États-Unis : 27 juillet 2012 (sortie limitée)
  - France : 5 septembre 2012
- Classification :
  - France : interdit aux moins de 12 ans avec avertissement lors de sa sortie en salles et aux moins de 16 ans à la télévision
  - États-Unis : NC-17 (pour images perturbantes contenants des scènes de violence et de sexualité, et une scène de brutalité[4])
  - Québec : 16+
  - Suisse : 16+
  - Royaume-Uni : 18

## Distribution
- Matthew McConaughey (V. F. : Bruno Choel) : “Killer Joe” Cooper
- Emile Hirsch (V. F. : Christopher Seugnet) : Chris Smith
- Juno Temple (V. F. : Mélanie Malhère) : Dottie Smith
- Thomas Haden Church (V. F. : Tangui Daniel) : Ansel Smith
- Gina Gershon (V. F. : Nolwenn Korbell) : Sharla
- Marc Macaulay (en) : Digger Soames
- Sean O'Hara : Rex
- Julia Adams : Adele
- Gregory C. Bachaud : le notaire Filpatrick
- Danny Epper et Jeff Galpin : les motards de Digger
- Charley Vance : le prêcheur

## Production

### Genèse et développement
Killer Joe est l'adaptation cinématographique de la pièce de théâtre homonyme écrite par Tracy Letts en 1991. Il adapte lui-même sa pièce en scénario. Il l'avait déjà fait avec le script de Bug déjà réalisé par William Friedkin et sorti en 2007.

### Attribution des rôles
Pour le rôle de Joe Cooper, William Friedkin avait pensé à Kurt Russell ou encore Billy Bob Thornton avant de choisir Matthew McConaughey. Kurt Russell était intéressé mais sa femme Goldie Hawn l'a convaincu de renoncer[réf. nécessaire].
D'après William Friedkin, Jennifer Lawrence était très intéressée pour incarner le rôle de Dottie mais dut renoncer pour conflit d'emploi du temps. C'est finalement Juno Temple qui incarnera le rôle[réf. nécessaire].

### Tournage
La pièce de Tracy Letts se déroule au Texas, mais la production du film a décidé de tourner en Louisiane, et en particulier à La Nouvelle-Orléans. Outre les crédits d’impôts qui y sont plus avantageux, le producteur Scott Einbinder explique ainsi son choix : « le décor devait refléter l’ambiance et le ton de l’histoire, et La Nouvelle-Orléans a tellement de facettes différentes que c’était la toile de fond parfaite pour notre film ».
Le tournage s'est déroulé entre novembre et décembre 2010. Le producteur Nicolas Chartier explique cette rapidité par le rythme de tournage de William Friedkin : « [il] sait ce qu’il veut et comment l’obtenir. Le plus incroyable sur le tournage, c’est sa règle des "deux prises, c’est tout". Il permet aux acteurs de se plonger à fond dans leurs personnages. Avec une caméra qu’il souhaite "invisible", il offre aux acteurs une atmosphère qui leur permet de donner le meilleur d’eux-mêmes ».
Dans la première scène du film, Gina Gershon porte une merkin.

## Accueil

### Critique
En France, le film reçoit de bonnes critiques, totalisant une moyenne de 3,6/5 pour 25 critiques de presse. Pour le site Critikat, Killer Joe incarne « le cinéma américain dans ce qu’il a de meilleur ». Certaines critiques soulignent le jeu de Matthew McConaughey auquel ce film a permis de « trouver le rôle de sa vie » selon Le Monde en étant totalement « brillant » selon 20 Minutes. D'autres critiques remarquent le côté choc et violent du film. Il est fait d'« incertitude morale » pour Charlie Hebdo. Pour L'Express, le film est un « Cendrillon revisité par un affreux jojo qui transforme le conte de fées en cauchemar ». Selon Libération, « Friedkin n'épargne rien, ne se refuse rien ». Première préfère avertir les spectateurs et les âmes sensibles : « on entend déjà les moralistes de tout poil crier au scandale devant ce film outrancier (...) la dernière séquence, déchaînement de violence inouïe est sans doute ce qu'on a vu de plus impressionnant et de plus dérangeant depuis un bon bout de temps ».
Certaines critiques sont plus partagées, à l'instar de celle des Cahiers du cinéma qui regrette que le film « finit par virer trop ouvertement à la farce », et celle du Figaroscope qui déplore également « (...) que le film se termine en grosse farce macabre ». Les Inrockuptibles compare Killer Joe au précédent film de Friedkin, Bug, déjà adapté d'une pièce de Tracy Letts, « mais avec une réussite moindre. Dès le pitch, on sent une tragédie white trash tellement outrée qu'elle frise la farce ». Certaines critiques détestent le film. La Croix « ne voit pas l'intérêt » du film. Quant à L'Humanité, on « ne sait pas ce qui l'emporte, entre le mépris du cinéaste pour ses personnages et la lourdeur des situations (la scène du pilon de poulet : au secours !). Faulkner revu par Groland »

### Box-office
| Pays ou région     | Box-office      | Date d'arrêt du box-office | Nombre de semaines |
| ------------------ | --------------- | -------------------------- | ------------------ |
| France             | 166 183 entrées | -                          | -                  |
| États-Unis, Canada | 1 987 762 $     | 18 octobre 2012            | 12                 |
| Total mondial      | 4 633 668 $     | -                          | -                  |

## Distinctions
Source : Internet Movie Database

### Récompenses
- Mostra de Venise 2011 : Souris d'or (sélection officielle)
- Toronto Film Critics Association Awards 2012 : meilleure actrice dans un second rôle pour Gina Gershon

### Nominations
- Mostra de Venise 2011 : en compétition pour le Lion d'or
- Union de la critique de cinéma 2013 : grand prix